# Emmanuel de Gramont
Pour les articles homonymes, voir Gramont.
Emmanuel de Gramont, 6e duc romain de Caderousse, né le 25 juin 1783 à Paris et décédé dans la même ville le 25 octobre 1841, est un militaire et homme politique français du XIXe siècle.

## Biographie
Emmanuel de Gramont – de son nom complet Emmanuel Marie Pierre Félix Isidore de Gramont-Vachères – est né le 25 juin 1783 à Paris, dans la paroisse Saint-Sulpice. Il est le fils d'André de Gramont-Vachères (1760-1817) et de son épouse, Gabrielle de Sinéty (1761-1832), dont le portrait a été peint en 1784 par Elisabeth Vigée Le Brun.
Il est issu de la maison de Gramont Vachères, dont la filiation est suivie dans le Dauphiné depuis le milieu du XVe siècle. Sa famille est généralement considérée comme une branche de la Maison de Gramont, en Pays Basque, dont elle portait les armoiries, sans toutefois être en mesure d'établir avec elle une filiation commune.
À la mort du dernier des d'Ancezune, en 1767, son grand-père, Philippe de Gramont, marquis de Vachères, a hérité du duché de Caderousse, situé dans le Comtat Venaissin, alors un des états pontificaux, et du titre pontifical de duc de Caderousse, conféré en 1663 aux d'Ancezune par le pape Alexandre VII.
Après ses études, Emmanuel de Gramont s'engage dans l'armée impériale, et fait notamment les campagnes d'Espagne et d'Allemagne.
Il est sous-lieutenant au 5e de cuirassiers et chambellan de l'empereur depuis le 4 mars 1810 lorsqu'il est créé comte de l'Empire par lettres patentes du 9 septembre, données à Saint-Cloud.
Il se distingue à la retraite de Russie et devient officier d'ordonnance dans l'escadron sacré, sous les ordres d'Emmanuel de Grouchy. En 1813, il fait la campagne de Saxe et est fait prisonnier le 26 août 1813 à la bataille de la Katzbach, comme chef d'escadrons du 5e de hussards. Il devient légionnaire le 28 juin 1813.
Après la chute de l'Empire, il est fait colonel par Louis XVIII le 5 juillet 1814.
Au décès de son père, en 1817, il lui succède dans ses titres et devient ainsi le 6e duc romain de Caderousse. 
Charles X le fait maréchal-de-camp en 1827 et il est nommé chevalier de Saint-Louis et officier de la Légion d'honneur le 22 octobre 1827.
Par brevet du 20 décembre 1825, le roi lui accorde – ainsi qu'à sa mère et son épouse – les honneurs de Louvre afin de compenser l'annexion du Comtat Venaissin qui lui avait fait perdre ses privilèges.
Le Roi rend une ordonnance le 7 juin 1826, confirmant le titre héréditaire de duc de Caderousse à Emmanuel de Gramont et ses descendants et l'autorise à constituer un majorat de 30 000 francs de rente  Ce majorat est institué par lettres patentes du 28 avril 1827, enregistrées à la cour royale de Paris et à celle de Nîmes les 14 et 25 mai de la même année.
Rallié à la monarchie de juillet, il est fait pair de France par Louis-Philippe le 19 novembre 1831 et siège à la chambre des pairs jusqu'à sa mort.
Le Roi le nomme commandeur de la Légion d'honneur le 30 avril 1836.
Il meurt à Paris le 25 octobre 1841, à l'âge de cinquante huit ans.

### Mariage et descendance
Le 28 mars 1805, il épouse Armande de Vassé (1785-1839), fille d'Étienne de Vassé, lieutenant-général des armées du roi, commandeur de Saint-Louis , premier écuyer du prince de Condé, député aux Etats-généraux de 1789, et de Louise de Broglie. De ce mariage sont issus :
- Gabrielle de Gramont Caderousse (1806-1844), mariée en 1828 avec Gustave de Sparre (1802-1866), sans postérité ;
- Charles de Gramont, duc de Caderousse (1808-1847), marié en 1831 avec Hélène Paulze d'Ivoy (1810-1851), dont deux fils sans postérité ;
- Augustine de Gramont Caderousse (1810-1810), morte à l'âge de six mois.

### Titres
- Comte de l'Empire (1er) ;
- Duc de Caderousse (6e) ;
- Marquis de Vachères (5e) ;
- Marquis de Codolet ;
- Baron du Thor.

### Distinctions
- Chevalier (1813) puis officier (1827) et commandeur (1837) de la Légion d'honneur ;
- Chevalier de Saint-Louis (1827).

## Armoiries
| Figure | Blasonnement |
|        | Armes du comte de Gramont et de l'EmpireD'or au lion d'azur ; franc-quartier des comtes officiers de la maison de l'empereur. LivréeCouleurs de l'écu |
|        | Armes du duc de Caderousse, pair de FranceD'or, au lion d'azur, lampassé et armé de gueules Devise« A resistente coronor »                            |